# Phyllanthopsis phyllanthoides
Phyllanthopsis phyllanthoides är en emblikaväxtart som först beskrevs av Thomas Nuttall, och fick sitt nu gällande namn av Maria Sergeevna Vorontsova och Petra Hoffm.. Phyllanthopsis phyllanthoides ingår i släktet Phyllanthopsis och familjen emblikaväxter. Inga underarter finns listade i Catalogue of Life.

## Bildgalleri

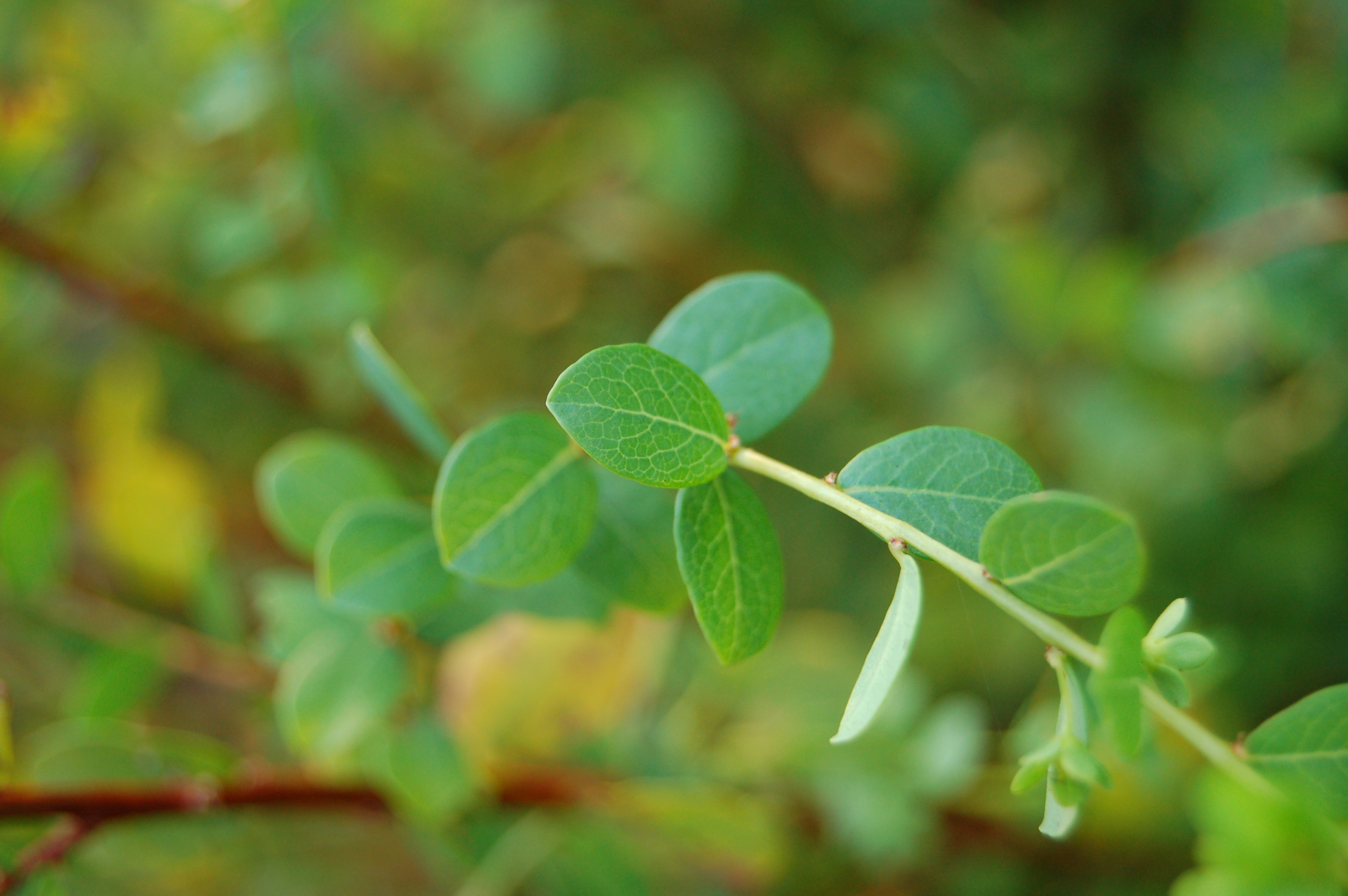